# Ann Haydon-Jones

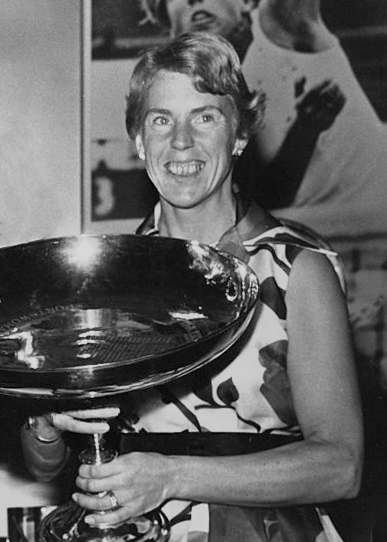
Ann Haydon-Jones 1969

Ann Haydon-Jones, född Adrianne Shirley Haydon den 7 oktober 1938 i Birmingham, England, är en brittisk vänsterhänt tidigare bordtennisspelare och tennisspelare. Ann Jones var brittisk juniormästare i tennis 1954-55 och 1956 vann hon juniorklassen i Wimbledon. Ann Jones var som senior en av världens tio bästa spelare 1957-70 (med undantag för 1964), och rankades som nummer två 1967 och 1969. Hon upptogs 1985 i International Tennis Hall of Fame.

## Tenniskarriären
Som seniorspelare mellan 1958 och 1968 nådde Ann Jones semifinalen i Wimbledonmästerskapen sju gånger. Hon spelade första gången final i den turneringen 1967, men förlorade den mot Billie Jean King med 3-6, 4-6. År 1969 nådde hon åter finalen efter semifinalvinst över Margaret Smith Court. I finalen mötte hon även denna gång Billie Jean King som hon nu besegrade med 3-6, 6-3, 6-2 med hjälp av ett massivt publikstöd. Vid samma tillfälle vann hon mixed dubbel-titeln i par med Fred Stolle. 
Förutom sina titlar i Wimbledonmästerskapen vann hon också singeltiteln i Franska mästerskapen 1961 och 1966. Hon vann också singeln i Italienska mästerskapen i Rom 1966.
Ann Jones deltog i det brittiska Wightman Cup-laget 1957-67, 1970 och 1975. Hon vann 16 av sina 32 matcher vid totalt 12 tillfällen. Säsongerna 1963-67 och 1971 spelade hon i det brittiska laget i Fed Cup.
Ann Jones blev professionell spelare 1969 och hon fortsatte att spela relativt framgångsrikt, dock med reducerat antal turneringar fram till 1973 (hon gjorde dock ett sista framträdande i Wightman Cup 1975).

## Tennisspelaren och personen
Ann Jones började sin idrottsbana som bordtennisspelare och nådde final i flera mästerskapsturneringar, men hon lyckades inte ta någon stor titel. Hon bestämde sig för att koncentrera sig på tennis efter säsongen 1957. Som tennisspelare föredrog hon baslinjespel, men kunde också växla om till ett offensivare attackspel. I Wimbledonfinalen 1969 mot Billie Jean King förlorade hon första set som hon genomförde med ett defensivt baslinjespel mot den attackerande King. I det följande spelet ändrade hon taktik, började spela ett offensivt nätspel, och lyckades på så sätt tränga tillbaka King och slutligen segra.
Hon gifte sig 1962 med Pip Jones, som var president i Warwickshire Lawn Tennis Association.

## Meriter

### Tennis
- Grand Slam-titlar
- Franska mästerskapen
  - Singel - 1961, 1966
  - Dubbel - 1963, 1968, 1969
- Wimbledonmästerskapen
  - Singel - 1969
  - Mixed dubbel -1969

### Bordtennis
- Bordtennis VM
  - 1954 i London
    - 2:a plats dubbel (med Kathleen Thompson)
    - kvartsfinal mixed dubbel
    - 3:e plats med det engelska laget

  - 1955 i Utrecht
    - kvartsfinal singel
    - kvartsfinal dubbel
    - 3:e plats med det engelska laget

  - 1956 i Tokyo
    - kvartsfinal singel
    - 3:e plats dubbel (med Diane Rowe)
    - 2:a plats mixed dubbel (med Ivan Andreadis)
    - 2:a plats med det engelska laget

  - 1957 i Stockholm
    - 2:a plats singel
    - 2:a plats dubbel (med Diane Rowe)
    - 2:a plats mixed dubbel (med Ivan Andreadis)
    - 4:e plats med det engelska laget

  - 1959 i Dortmund
    - kvartsfinal singel
    - 3:e plats dubbel (med Diane Rowe)
    - kvartsfinal mixed dubbel
    - 4:e plats med det engelska laget

- Bordtennis EM
  - 1958 i Budapest
    - 2:a plats singel
    - 3:e plats dubbel (med Diane Rowe)
    - kvartsfinal mixed dubbel
    - 1:a plats med det engelska laget

- Swedish Open Championships
  - Singel - 1957, (finalist 1955)